# Robert Simpson
Robert Wilfred Levick Simpson (Leamington Spa, Warwickshire, 2 maart 1921 - Tralee, County Kerry, Ierland, 21 november 1997) was een Engelse componist, musicoloog en schrijver over klassieke muziek.

## Levensloop
Van 1942 tot 1946 studeerde Simpson bij de componist Herbert Howells aan het Royal College of Music in Londen. In laatstgenoemd jaar trouwde hij met Bessie Fraser. In 1952 promoveerde hij tot doctor in de muziek aan de Universiteit van Durham, waarbij zijn Eerste symfonie als dissertatie fungeerde. In 1951 trad hij als muziekproducent in dienst bij de BBC. In 1980 nam hij ontslag omdat hij zich niet meer kon verenigen met de richting die de BBC, wat programmering betrof, opging. Educatieve en analyserende programma's over klassieke muziek zouden moeten verdwijnen en er zou veel minder aandacht besteed worden aan componisten uit de 20e eeuw. Daarvoor zou 'gemakkelijker' te verteren klassieke muziek in de plaats komen. Na 1980 ging hij freelance verder als componist, schrijver en leraar.
Al in zijn BBC-tijd besteedde hij zeer veel aandacht aan de muziek van Anton Bruckner en Carl Nielsen. Deze beide componisten hebben op Simpsons werk grote invloed gehad. Simpson publiceerde een aantal diepgravende studies over hen, die maatgevend werden voor het begrip van hun werk: Carl Nielsen, Symphonist (1952, herzien 1979) en The Essence of Bruckner (1966, herzien 1992). Een andere belangrijke invloed was Ludwig van Beethoven. Over diens werk(wijze) publiceerde hij Beethoven Symphonies (1970). Bij de BBC programmeerde hij met regelmaat muziek van Havergal Brian, wat voor deze excentrieke componist een doorbraak betekende.
In 1981 stierf zijn vrouw Bessie. Het jaar daarop hertrouwde hij met Angela Musgrave, een nicht van de Schotse componiste Thea Musgrave. In 1986 verhuisden Simpson en Angela naar Ierland. Na een hersenbloeding in 1992 bleef hij componeren, waarna hij in 1997 overleed.

## Werk
De belangrijkste werken van Simpson zijn zijn strijkkwartetten en symfonieën, maar hij componeerde ook een pianoconcert, een celloconcert en zelfs een fluitconcert. Hij schreef kamermuziek en werken voor orkest, maar ook een aantal voor brassband.
Aan de basis van zijn werk staat de dramatische spanning tussen dichte thematische en tonale structuren. 
Simpson was niet bang voor het '9e Symfonie-syndroom' dat vele componisten heeft gekweld of is overkomen. Hij componeerde daar zonder problemen voorbij.
De Engelse cd-producent Hyperion heeft al het werk van Simpson op cd vastgelegd.

## Lijst van composities

### Werken voor orkest
- Symfonie nr. 1, 1951
- Symfonie nr. 2, 1956
- Vioolconcert, 1959 (kort voor zijn dood teruggetrokken door de componist)
- Symfonie nr. 3, 1962
- Pianoconcert, 1967
- Symfonie nr. 4, 1972
- Symfonie nr. 5, 1972
- Symfonie nr. 6, 1976
- Symfonie nr. 7, 1977
- Symfonie nr. 8, 1981
- Variations on a theme by Nielsen, 1983
- Symfonie nr. 9, 1986
- Symfonie nr. 10, 1988
- Fluitconcert, 1989
- Symfonie nr. 11, 1990
- Celloconcert, 1991

### Werken voor brassband
- Energy, 1971
- Volcano - Symphonic Study, 1978
- The four temperaments, 1982
- Introduction and Allegro on a Bass by Max Reger, 1987
- Vortex, 1989

### Kamermuziek
- 15 strijkkwartetten, gecomponeerd in 1952, 1953, 1954, 1973, 1974, 1975, 1977, 1979, 1982, 1983, 1984, 1987, 1989, 1990 en 1991.
- Klarinetkwintet, 1968
- Vioolsonate, 1984
- 2 strijkkwintetten, gecomponeerd in 1987 en 1995

### Muziek voor toetsinstrumenten
- Piano Sonata, 1946
- Variations and Finale on a Theme of Haydn voor piano (1948)
- Michael Tippett, his Mystery voor piano, 1984
- Eppur si muove, Ricercar and Passacaglia voor orgel, 1985
- Variations and Finale on a Theme by Beethoven voor piano, 1990

## Boekpublicaties
- Carl Nielsen: Symphonist, 1952, herzien 1979
- Bruckner and the Symphony, 1963
- Sibelius and Nielsen: a Centenary Essay, 1965
- The Essence of Bruckner: An Essay Towards the Understanding of his Music, 1966, herzien 1992
- Beethoven Symphonies, 1970
- The Proms and Natural Justice: A Plan for Renewal, 1980, met een voorwoord van Sir Adrian Boult
- Simpson on Beethoven: Essays, Lectures and Talks (red. Lionel Pike), 1996